# Керол Грајдер
Керол Грајдер (енгл. Carol Greider; Сан Дијего, 15. април 1961) амерички је молекуларни биолог и шеф катедре за Молекуларну биологију у Генетику на Универзитету Џон Хопкинс. Године 1984, док је била студент Елизабет Блекберн на Универзитету у Калифорнији, Беркли, открила је теломеразу, ензим који испуњује теломере. Грајдерова је била пионир у истраживању теломера, структура које се налазе на крајевима хромозома. Награђена је 2009. године Нобеловом наградом за физиологију или медицину, заједно са Елизабет Блекберн и Џеком Шостаком, за њихово откриће да су теломери од свог прогресивног скраћивања заштићени ензимом теломеразом.

## Биографија
Грајдер је рођен у Сан Дијегу у Калифорнији. Њен отац, Кенет Грејдер, био је професор физике. Њена породица се преселила из Сан Дијега у Дејвис у Калифорнији, где је провела своју младост и где је дипломирала у Дејвисовој средњој школи 1979. Дипломирала је на Колеџу за креативне студије на Калифорнијском универзитету у Санта Барбари, са дипломом у области биологије коју је стекла 1983. У то време је такође студирала на Универзитету у Гетингену и тамо је направила значајна открића.
Грајдер је дислексична и наводи да су њене „компензаторске вештине такође играле улогу у мом успеху као научника, јер човек мора интуитивно осетити многе различите ствари које се дешавају у исто време и применити их на одређени проблем“. Она је првобитно посумњала да је дислексична након што је видела своје обрасце уобичајених грешака, као што су назадне речи, када је добила оцењен рад у првом разреду. Грајдер је почела да памти речи и њихов правопис уместо да покушава да звучи правопис речи. Она је значајно радила на превазилажењу своје дислексије како би постала успешна у свом професионалном животу и сматра да јој је дислексија помогла да уважи разлике и донесе необичне одлуке као што је она да ради са Tetrahymena, необичним организмом.
Она је у почетку имала потешкоћа да упише постдипломске студије због ниских GREрезултата, што је била последица њене дислексије. Грајдер је аплицирала на тринаест дипломских школа и била је примљен на само две, Калифорнијски институт за технологију и Универзитет Калифорније, Беркли. Одабрала је Беркли, где ће моћи да ради са Елизабет Блекберн и где ће њих двоје открити теломеразу.
Завршила је докторске студије на молекуларној биологији 1987. на Берклију код Елизабет Блекберн. Док су радиле на Берклију, Грејдер и Блекберн су открили како су хромозоми заштићени теломерима и ензимом теломеразом. Грејдер се придружила Блекберновој лабораторији у априлу 1984. тражећи ензим за који се претпостављало да додаје додатне ДНК базе на крајеве хромозома. Без додатних база, које се додају као понављања мотива са шест база, хромозоми се скраћују током репликације ДНК, што на крају доводи до пропадања хромозома и старења или фузије хромозома која изазива рак. Блекберн и Грејдер су тражиле ензим у моделном организму Tetrahymena thermophila,, слатководној праживотињи са великим бројем теломера.
Двадесет и петог децембра 1984. Грејдер је први пут добио резултате који указују на то да је одређени ензим вероватно одговоран. Након шест месеци додатног истраживања, две научнице су закључили да је то ензим одговоран за додавање теломера. Своје налазе су објавили у часопису Cell  децембра 1985. Ензим, првобитно назван telomere terminal transferase, сада је познат као теломераза. Теломераза обнавља врхове хромозома и одређује животни век ћелија.
Додатна истраживања Керол Грајдер која су потврдила њено откриће била су углавном фокусирана на идентификацију механизма који теломераза користи за издуживање. Грејдер је одлучила да користи ензиме за разградњу РНК и приметила је да су теломери престали да се шире, што је био показатељ да је РНК укључена у ензим.
Удала за колегу академика Натанијела Чарлса Комфора, 1992. године. Развели су се 2011. године. Имају двоје деце.

## Одабрана дела
- Greider, C. W.; Blackburn, E. H. (1985). „Identification of a specific telomere terminal transferase activity in Tetrahymena extracts”. Cell. 43 (2 Pt. 1): 405—413. PMID 3907856. doi:10.1016/0092-8674(85)90170-9 . Непознати параметар |name-list-style= игнорисан (помоћ)
- Greider, C. W.; Blackburn, E. H. (1996). „Telomeres, Telomerase and Cancer”. Scientific American. 274 (2): 92—97. Bibcode:1996SciAm.274b..92G. PMID 8560215. doi:10.1038/scientificamerican0296-92. Непознати параметар |name-list-style= игнорисан (помоћ)
- Greider, Carol W.; Blackburn, Elizabeth H. (1989). „A telomeric sequence in the RNA of Tetrahymena telomerase required for telomere repeat synthesis”. Nature. 337 (6205): 331—337. Bibcode:1989Natur.337..331G. PMID 2463488. doi:10.1038/337331a0.
- Regina Nuzzo (2005). „Biography of Carol W. Greider.”. Proceedings of the National Academy of Science. 102 (23): 8077—8079. doi:10.1073/pnas.0503019102 .